# Activ Solar
Activ Solar — компания со штаб-квартирой в Вене (Австрия), занимающаяся производством поликристаллического кремния (поликремния) для солнечной фотоэлектрической промышленности и запуском крупномасштабных фотоэлектрических станций. Компания является членом профильных организаций в сфере солнечной энергетики:
Европейская ассоциация фотоэлектрической промышленности (EPIA), Ассоциация участников рынка альтернативных видов топлива и энергии Украины (АПЕУ), Европейско-украинское энергетическое агентство (EUEA), американская Ассоциация солнечной электроэнергии — Solar Electric Power Association (SEPA).
У Activ Solar есть офисы в Вене и Винер-Нойштадте в Австрии и в Киеве, Запорожье и Одессе на территории Украины, а также в Симферополе, Крым. В конце 2011 года компания запустила 80-мегаваттную солнечную электростанцию вблизи села Охотниково и 100-мегаваттную солнечную электростанцию «Перово».
Согласно рейтингу, опубликованном в декабре 2012 года информационным агентством Wiki-Solar, компания Activ Solar занимает 4-е место в мире среди крупнейших девелоперов солнечных электростанций.
Совместно с компанией Diamond Aircraft Industries, специализирующейся на производстве самолётов и мотопланеров, Activ Solar создала собственный научно-исследовательский центр с целью проведения инновационных разработок продуктов и приложений для фотоэлектрической промышленности. В исследовательских программах задействована команда из более чем 200 учёных и инженеров, которые тесно сотрудничают с университетами и институтами из Австрии, Германии, Франции и Украины.

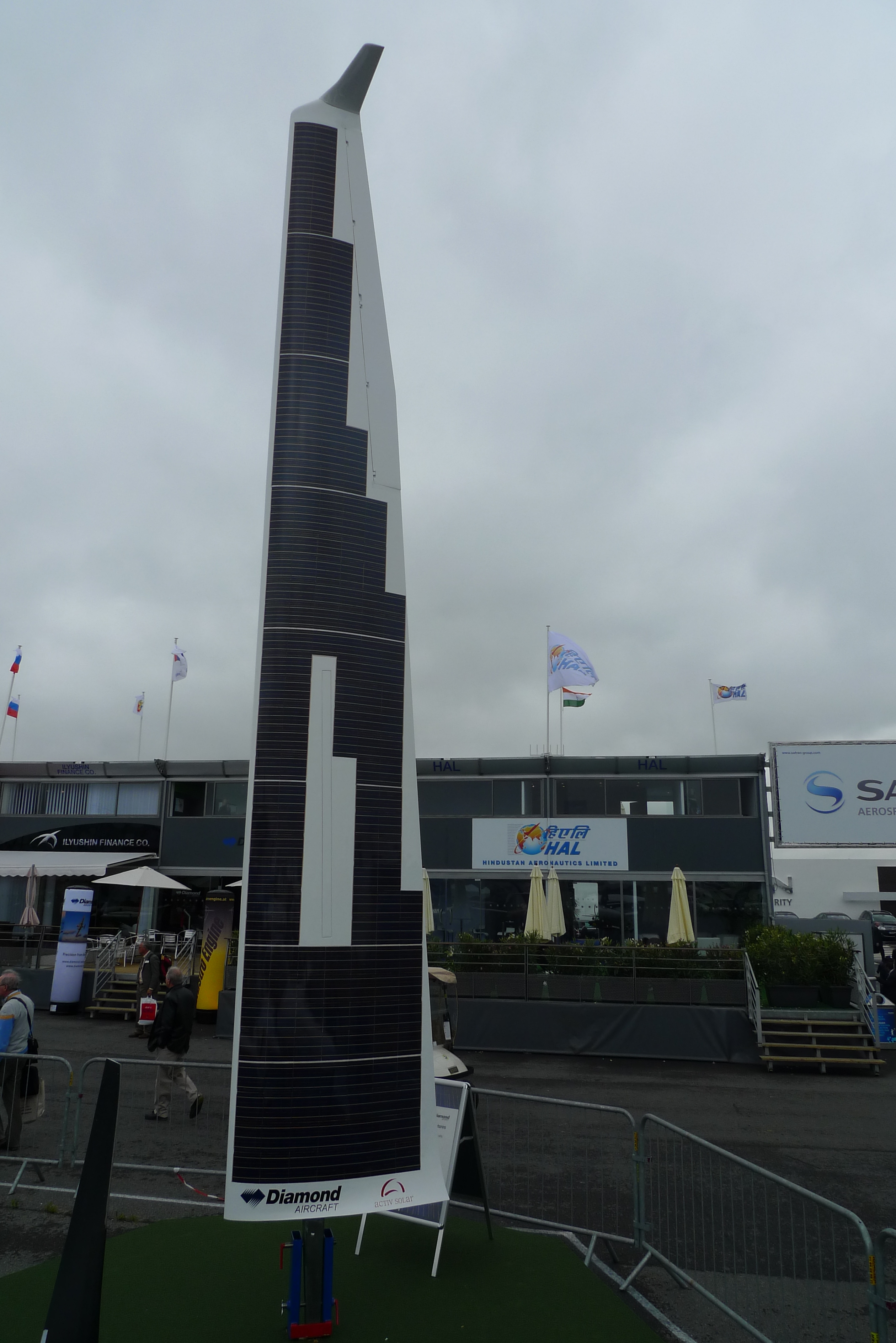
Прототип крыла Activ Solar и Diamond Aircraft Industries с интегрированными солнечными модулями на авиасалоне Le Bourget 2011

Результатом одного из таких проектов стала разработка прототипа авиационного крыла с интегрированными солнечными модулями. Прототип крыла был представлен на авиасалоне Le Bourget 2011 в Париже. В ходе разработки крыла специалисты исследовали особенности установки фотопреобразовательных модулей на неровных поверхностях. Солнечные элементы крыла созданы на основе мультикристаллического кремния и оснащены 3 проводящими шинами. Площадь солнечного крыла, составленного из 195 солнечных элементов, равна 4,75 м²., что позволяет вырабатывать максимальную мощность 715 ватт. Идея создания самолёта на фотоэлектрических элементах имеет долгую историю. Ещё 20 ноября 1980 года Стив Птачек совершил полёт на самолёте Solar Impulse, основным источником энергии для которого было солнце.

## Реализованные проекты
Activ Solar разрабатывает, финансирует и реализует крупномасштабные солнечные фотоэлектрические установки. По состоянию на ноябрь 2012 года, компания разработала шесть солнечных фотоэлектрических станций с более чем 300 МВт установленной мощности на Крымском полуострове и Одесской области.

Солнечная электростанция Родниковое (7,5 МВт)

В феврале 2011 года Activ Solar построила первую на Украине крупномасштабную фотоэлектрическую электростанциию Родниковое, мощностью 7,5 МВт. Электростанция построена в районе города Родниковое, примерно в 3 километрах от города Симферополя (Крым). Станция занимает площадь 15 гектаров и включает 33800 солнечных модулей.

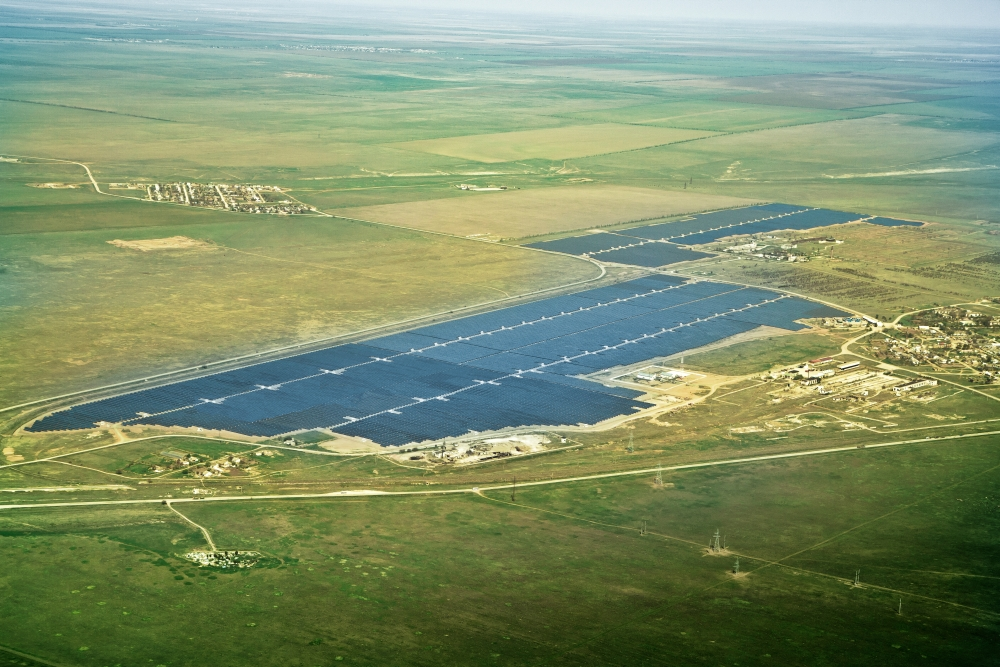
Солнечная электростанция Охотниково (82,65 МВт)

В октябре 2011 года Activ Solar установила ещё одну веху в истории солнечной энергетики Крыма и разработала одну из крупнейших в мире солнечную электростанцию Охотниковое, мощностью 80 МВт. Установка, состоящая примерно из 360000 солнечных модулей охватывает более 160 гектаров генерирует 100000 мегаватт-часов экологически чистой электроэнергии в год, которой достаточно, чтобы удовлетворить энергетические потребности около 20000 домохозяйств.

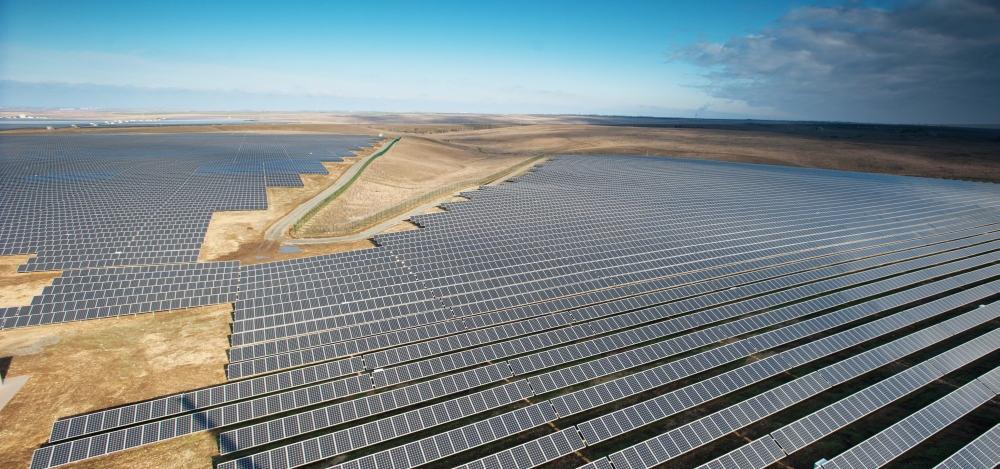
Солнечная электростанция Перово (105,56МВт)

В декабре 2011 года Activ Solar завершила свой третий новаторский проект, одну из крупнейших в мире станцию Перово, мощностью 100Mвт. Построенная в рекордно короткие сроки, станция Перово включающая более чем 440000 кристаллических солнечных фотоэлектрических модулей может производить 132500 мегаватт-часов чистой, возобновляемой электрической энергии в год, что достаточно для удовлетворения потребностей города Симферополь (Крым). Это позволяет избежать более 105 тысяч тонн выбросов углекислого газа.

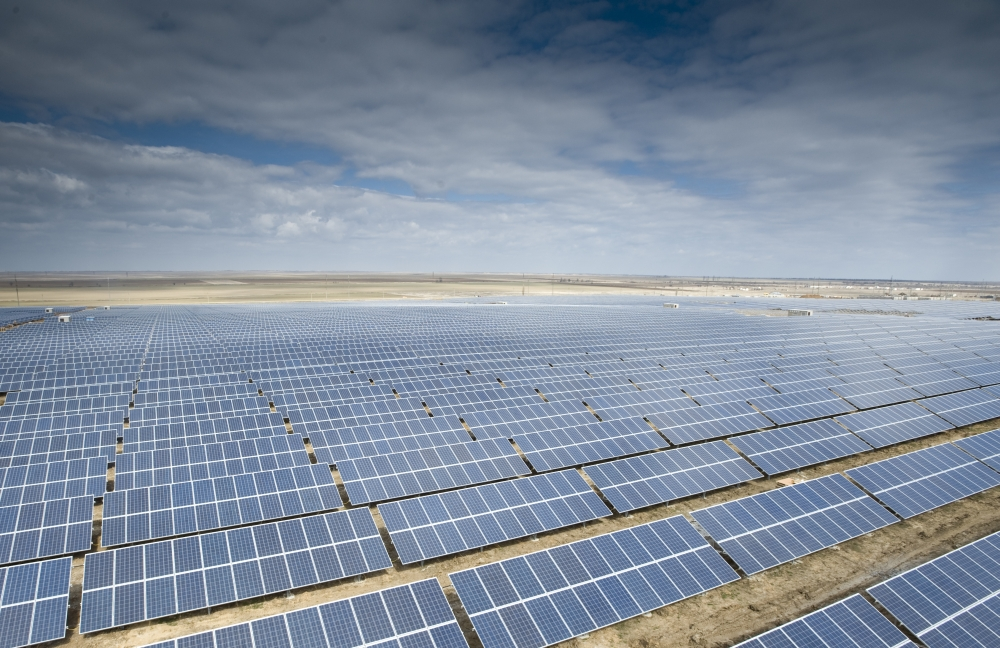
Солнечная электростанция Митяево (31,55 МВт)

В апреле 2012 года Activ Solar завершила работу над своим четвёртым масштабным проектом, станцией Митяево, мощностью 31,55 Мвт, расположенной в селе Митяево (Крым). Конструкция электростанции включает более 134000 поликристаллических модулей, установленных в два ряда и соединённых более 440 километрами кабеля, и генерирует около 40000 мегаватт-часов электроэнергии в год, что достаточно для обеспечения 8000 домашних хозяйств экологически чистой энергией.
В апреле 2012 года компания увеличила мощность солнечных электростанций Охотниково и Перово за счет установки дополнительных панелей. Таким образом мощность станций «Охотниково» возросла с 80 МВт до 82,65 МВт, мощность станции «Перово» — с 100 МВт до 105,56 МВт.

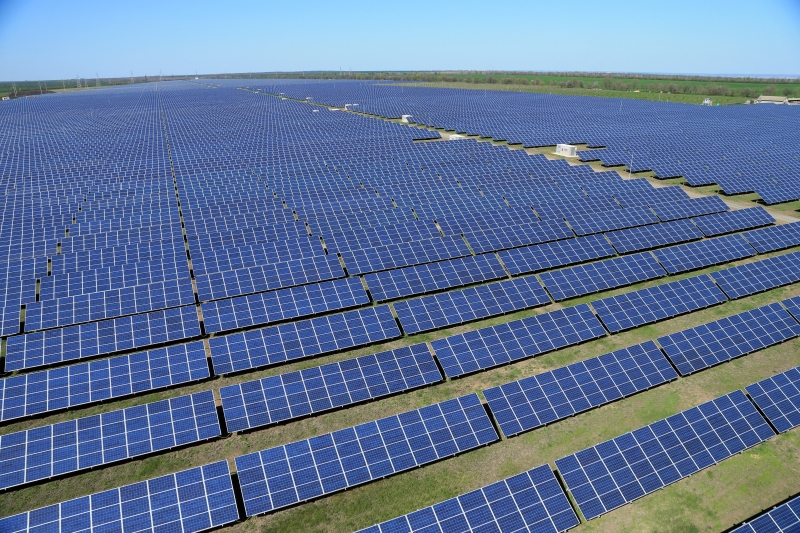
Солнечная электростанция Староказачье (42,95 МВт)

В июле 2012 года Activ Solar завершила станцию Староказачье, мощностью 42,95 Мвт, которая стала первым фотоэлектричным проектом завершенной компанией Activ Solar в Одесской области. Станция Староказачье занимает площадь 80 га и состоит из 185952 мульти-кристаллических солнечных модулей и 41 инверторов. Солнечная электростанция будет генерировать 54106 мегаватт-часов электроэнергии в год, которой достаточно для снабжения чистой электроэнергией около 11000 домохозяйств с и позволяет избежать до 44000 тонн выбросов СО2 в год.
Солнечная электростанция Дунайская
В ноябре 2012 года Activ Solar завершила второй, заключительный этап своей шестой крупномасштабной солнечной установки на сегодняшний день — Дунайская солнечная электростанция (Одесская область, Украина), мощностью 43,14 МВт, в результате чего общее количество солнечной мощности установленной компанией Activ Solar составляет 313,35 МВт. Расположенная в южной части Одесской области, солнечная электростанция состоит из 182380 поликристаллических фотоэлектрических модулей, 40 инверторов и около 645 километров кабеля.
В феврале 2013 года компания Activ Solar объявила о начале пусконаладочных работ на солнечной электростанции Вознесенск (Николаевская область) общей установленной мощностью 29,3 МВт. Солнечная электростанция Вознесенск состоит из 121 176 поликристаллических солнечных модулей, установленных в четыре ряда, и 27 инверторных станций. Станция будет производить около 35 000 мегаватт-часов электроэнергии в год, что позволит сократить выбросы углекислого газа до 28 000 тонн в год.

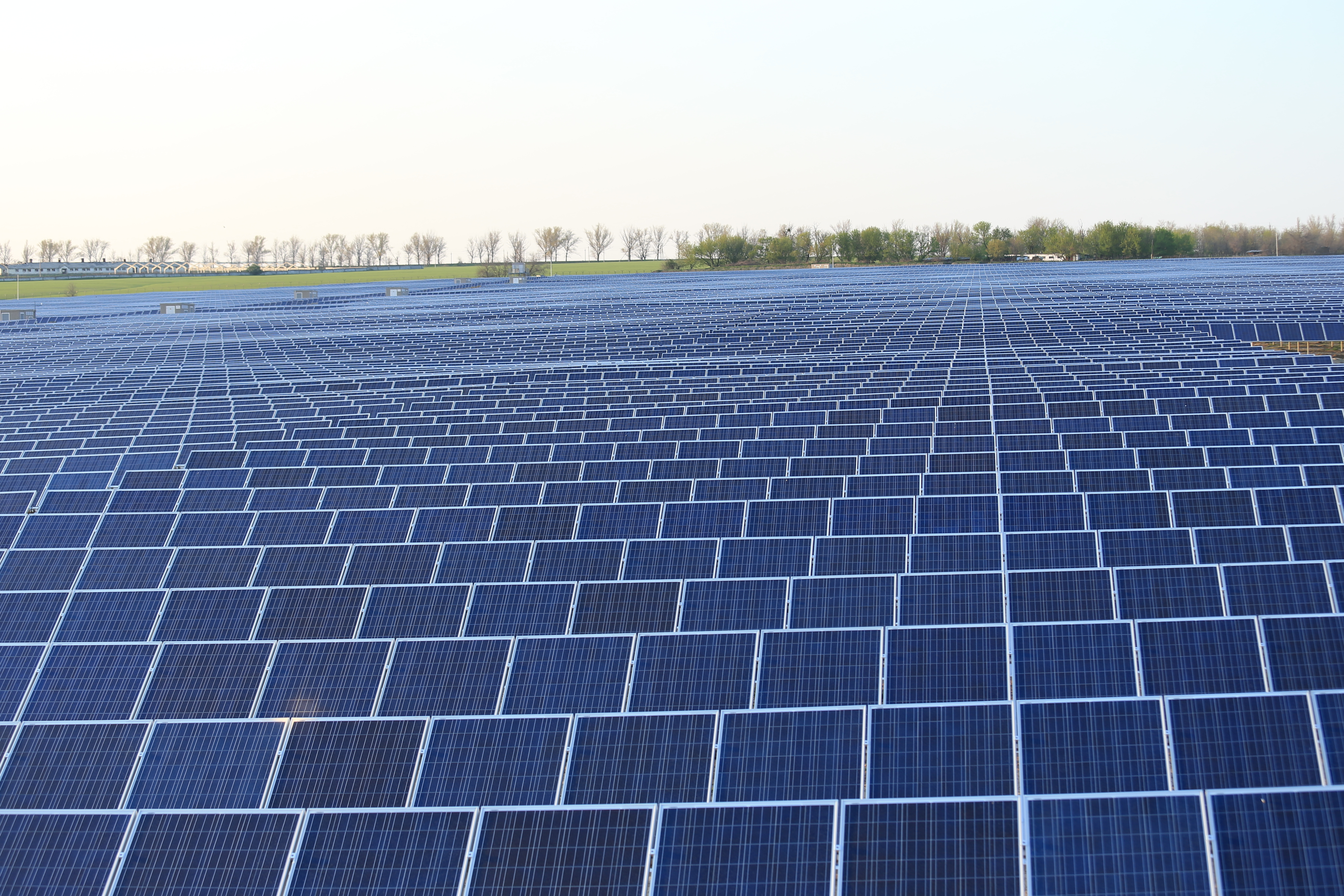
Солнечная электростанция Лиманская (43,4 МВт)

В апреле 2013 года Activ Solar объявила о начале пусконаладочных работ на СЭС Лиманская мощностью 43,4 МВт. Солнечный парк расположен в юго-западной части Одесской области. Солнечная электростанция Лиманская состоит из 181 192 мультикристаллических солнечных модулей, установленных в один ряд, и 41 инверторной станции. Солнечная электростанция будет производить 59 415 МВт мегаватт-часов «чистой» электроэнергии в год, что позволит сократить выбросы углекислого газа до около 46 179 тонн ежегодно.

## Владельцы
По данным регистратора компании, 100 % Activ Solar принадлежит зарегистрированному в Лихтенштейне P&A Corporate Trust.
По данным украинского издания «Украинская правда», которое ссылается на британского регистратора, P&A Corporate Trust принадлежит британской фирме Blythe (Europe) Ltd, владеющей 35 % киевской компании «Танталит», которая является номинальным владельцем резиденции президента Виктора Януковича в Межигорье.
Основателем Activ Solar в 2008 году выступала австрийская фирма Slav Beteiligung GmbH, стопроцентным владельцем которой была компания с созвучным названием Slav AG, которая, в свою очередь, принадлежала первому заместителю премьер-министра Украина Андрею Клюеву и его брату Сергею в пропорции 50 % на 50 %.
Генеральный директор Activ Solar Каве Эртефай приходится зятем Сергею Клюеву. Сын Андрея Клюева Богдан Клюев работает менеджером по развитию в Activ Solar LLC (Ukraine).
По данным Kyiv Post, компании Клюева зарегистрированы в том же доме, где расположено представительство Activ Solar на Украине.
В конце 2008 года право собственности Activ Solar было передано Каве Эртефаю. В июле 2009 года право собственности было передано P&A Corporate Trust.
Согласно исполнительному директору Activ Solar Иоганну Хартеру, акционерами компании являются преимущественно австрийские институциональные и частные инвесторы, ни один из которых не имеет контрольного пакета акций. По его словам, среди пула акционеров Activ Solar нет украинских частных инвесторов и компаний, связанных с Украиной. Согласно Каве Эртефаю, 50 % акций принадлежит инвесторам из Австрии и ЕС. В июне 2012 года владелец австрийской авиакомпании Diamond Aircraft Industries Кристиан Дриз заявил, что он владеет контрольным пакетом Activ Solar.

## Использование дотаций ЕС
8 февраля 2012 года издание «Коммерсантъ Украина» опубликовало статью, в которой неназванный чиновник Еврокомиссии заявил:
«В сентябре (2011 года.—„Ъ“) мы перевели 31 млн евро, которые должны были пойти на программы энергосбережения. Однако эти средства были потрачены не на сбережение, а на линии электропередачи, связавшие солнечные электростанции (СЭС) в Крыму и Одесской области с общей энергетической сетью страны. Вам должно быть ясно, о каких СЭС идет речь, ведь в Украине не так много станций, имеющих отношение к Андрею Клюеву».
Это нецелевое использование средств, по словам издания, стало одной из причин закрытия всех программ бюджетной поддержки Украины объёмом более 160 млн евро в год.
Официальный представитель Еврокомиссии Питер Стано сначала обвинил издание в распространении неправдивой информации с требованием её опровержения. Государственное агентство по энергоэффективности и энергосбережению Украины заявило, что финансовая помощь Евросоюза на реализацию программ по энергосбережению на Украине ещё не использовалась, эти средства находятся на счетах Государственной казначейской службы, а речь идёт об информационной провокации.
Однако «Коммерсантъ» заявил, что обнародованная им информация является правдивой, и что он готов предоставить документальные доказательства правдивости информации в статье. Позднее «Коммерсантъ» сообщил, что Еврокомиссия больше не требует от издания опровержения статьи и не имеет претензий к её содержательным положениям. При этом глава представительства Евросоюза в Киеве Жозе Мануэл Пинту Тейшейра заявил, что Евросоюз продолжает оказывать свою помощь.
В марте 2013 года проверкой Генеральной прокуратуры было подтверждено, что 30 млн евро, которые поступили от Европейской Комиссии в поддержку выполнения Энергетической стратегии Украины в области энергоэффективности и возобновляемых источников энергии использованы не были. Средства находятся на счетах Государственной казначейской службы Украины.